# صناعة السيارات في البرازيل

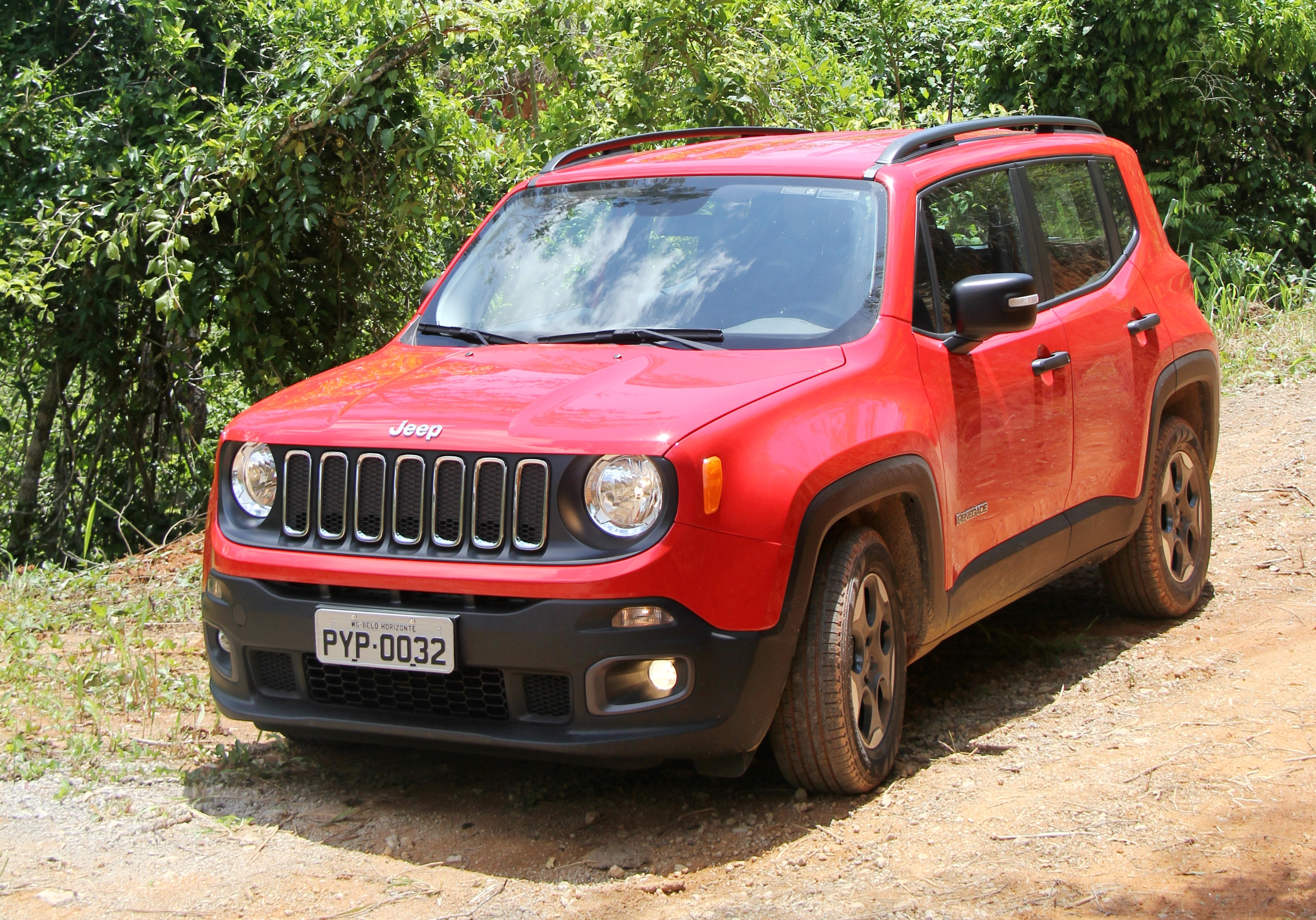
سياره مصنوعه في البرازيل

يتم تنظيم صناعة السيارات البرازيلية من قبل الرابطة الوطنية لمصنعي السيارات، التي تم إنشاؤها في عام 1956، والتي تشمل شركات صناعة السيارات (السيارات والمركبات الخفيفة والشاحنات والحافلات والآلات الزراعية) مع مصانع في البرازيل. الرابطة الوطنية لمصنعي السيارات هي جزء من المنظمة الدولية لمصنعي السيارات، ومقرها في باريس. في عام 2021، تجاوز الإنتاج السنوي 2.2 مليون سيارة، وهو ثامن أكبر إنتاج في العالم.
تتواجد معظم شركات السيارات العالمية الكبرى في البرازيل ، مثل: بي إم دبليو وبي واي دي أوتو وشيري وفورد وجيلي وجنرال موتورز وهوندا وهيونداي وجاك للسيارات وكيا ولاند روفر ولكزس ومرسيدس-بنز وميتسوبيشي ونيسان موتورز ورينو وستيلانتس وسوبارو وتويوتا وفولكس فاجن وفولفو للشاحنات وغيرها، وكذلك الشركات الوطنية مثل أجريل وماركوبولو وراندون و ترولر وغيرها.
تعتمد بعض الشركات مثل رولز رويس وبورشه على الموزعين المحليين لاستيراد سياراتهم، لكن العلامات التجارية مع المصانع المحلية، مثل هوندا وشيفروليه قد تستورد أيضًا بعض موديلاتها.